# ドロシー・オズボーン

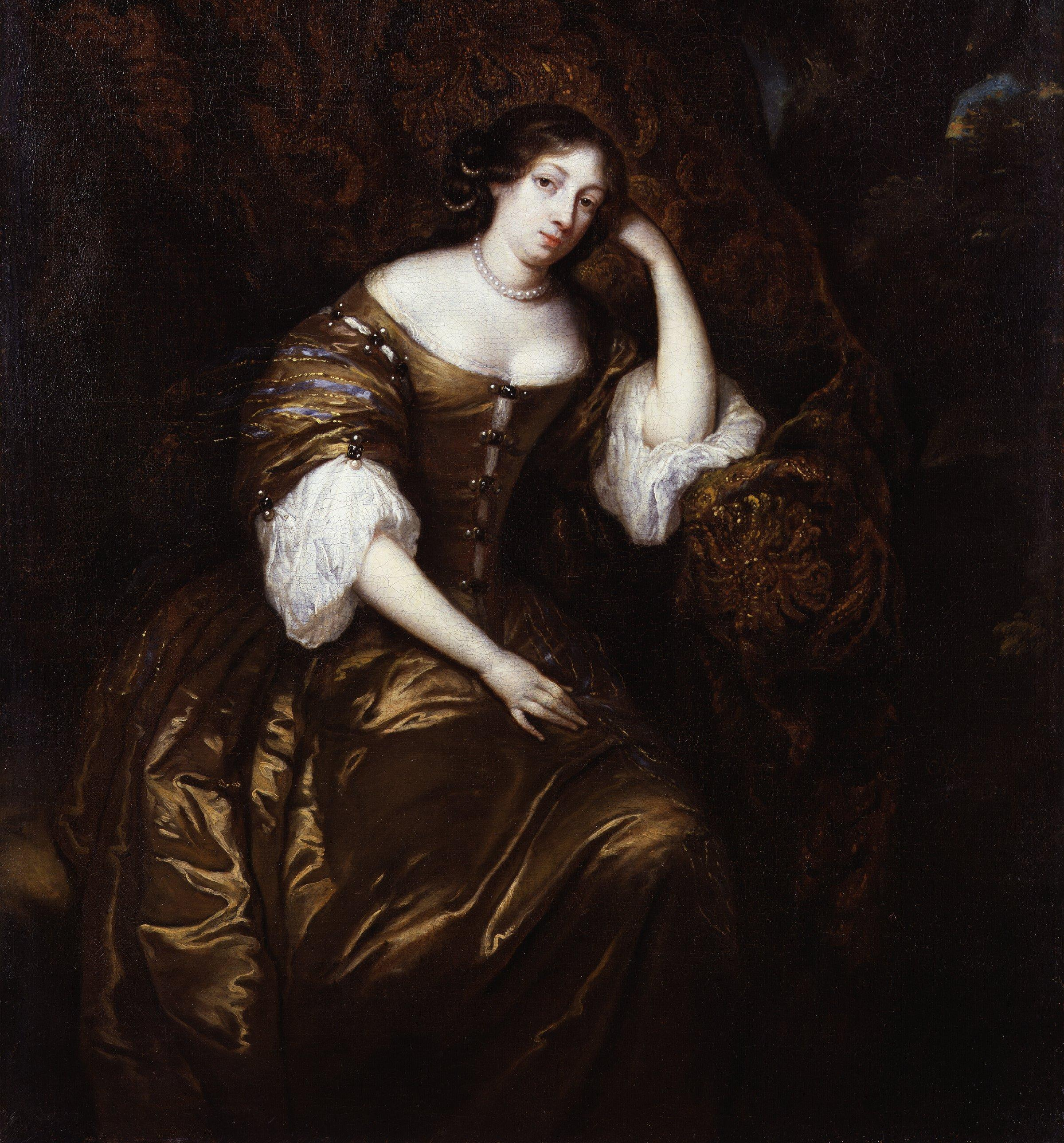
ドロシー・オズボーン、カスパル・ネッチェル作（1671年）

ドロシー・オズボーン（Dorothy Osborne, 1627年 - 1695年）は、17世紀イングランドの女性で、外交官ウィリアム・テンプルの妻。エッセイストでもあった。
王党派でガーンジー島の総督であったサー・ピーター・オズボーンとドロシー・ダンバーズ夫妻の娘で、10人兄弟の末子として生まれた。従兄弟のトマス・オズボーンやオリバー・クロムウェルの4男ヘンリー・クロムウェルが求婚してきたが、1648年にウィリアム・テンプルと出会い、交際を始めた。互いの家族は反対したが、ドロシーの父ピーターが死去、兄ヘンリーも了承し、1654年12月25日に結婚した。
ウィリアムが駐ハーグ大使に任命されるとドロシーもハーグに滞在した。1671年にウィリアムがイングランド王チャールズ2世の命令で召還されるとドロシーもイングランド艦隊へ乗船、帰国したが、後にオランダ総督ウィレム3世（後のウィリアム3世）とチャールズ2世の姪メアリー（後のメアリー2世）との結婚をウィリアムと共に協力、メアリー2世との交流は1694年にメアリー2世が亡くなるまで続いた。
ウィリアムとの間に9人の子供を儲けたが、7人は夭折、娘ダイアナは天然痘にかかって14歳で死去、息子ジョンも自殺、孫のエリザベス、ドロシーが残された。1695年、サリー州ムア・パーク（ウィリアムが造り上げた庭園）でウィリアムに先立って死去、遺体はウェストミンスター寺院の西側通路でウィリアム、義妹マーサ、娘ダイアナと共に埋葬された。
1652年から1654年にかけてウィリアムへ送った77通の手紙は後に編集、書簡集の見本とされた。